# الحوامضه (جازان)
قرية الحوامضه، أحد قرى منطقة جازان وهي قرية سكنية تابعة لبلدية محافظة أحد المسارحة جنوب غرب المملكة العربية السعودية ، تبعد 14 كم غرب مدينة أحد المسارحة.

## انظر ايضاً
- أحد المسارحة
- أبو عريش

## وصلات خارجية
- بلدية محافظة أبو عريش
- حصر الخدمات بالمدن والقرى بمنطقة جازان
- فرص الإستثمار السياحي بمنطقة جازان
- دليل الخدمات بمنطقة جازان